# Hvarska kultura
Hvarska kultura je poznoneolitska in zgodnjeeneolitska kultura (V./IV. tisočletje pr. n. št., 3900 – 3300 pr. n. št.), ki se pojavlja na vzhodni obali Jadrana in je delno nasledila danilsko. Prvotno so jo odkrili na Hvaru – Grapčeva špilja (upodobitev ladje z jadrom), najti pa jo je mogoče po vsej obali. Naselja so bila na odprtem, vendar razširjena, ljudje pa so intenzivno poseljevali jame. Pravi razvoj (klasične) hvarske kulture je potekal na območju srednje Dalmacije – Korčula, Hvar, Pelješac. Po obliki izstopajo nizke, široke, zaobljene sklede z obročastim vratom in jajčast lonec s stožčastim vratom, brez razkošja, vendar bolj dostojanstvenega videza od danilskih.
Razširjena je bila vzdolž vzhodne jadranske obale s središčem na srednjedalmatinskih otokih (Hvar, Korčula) in v Hercegovini, kjer je znana tudi kot kultura Hvar-Lisičići (Lisičići, najdišče pri Konjicu v Hercegovini). Nastala je na plasteh prejšnje danilske kulture, njena značilnost pa je temno keramično posodje z okraski (trakovi, girlande, polkrogi) ter zapletenimi spiralnimi in vijugastimi vzorci, izdelanimi s klesanjem ali slikanjem v beli, rdeči, rumeni, rjavi in črni barvi. V lisičiški različici so pogostejši vrezani motivi, med katerimi izstopajo simbolni motivi sonca in lune ter pripovedni prizori (lov, hiše, drevesa, človeške in živalske figure). Duhovno življenje se kaže v kultu mrtvih, nakitu, uporabi rdeče barve in plastičnih upodobitvah človeških in živalskih figur. Pomembnejša najdišča so Markova in Grapčeva špilja na Hvaru, Jakasova in Vela špilja na Korčuli, Gudnja na Pelješcu, Smilčić pri Zadru, Danilo pri Šibeniku in Zelena pećina pri Mostarju.